# 31267 Kuldiga
31267 Kuldiga este un asteroid din centura principală de asteroizi.

## Descriere
31267 Kuldiga este un asteroid din centura principală de asteroizi. A fost descoperit pe 1 martie 1998 la Observatorul La Silla de Eric Walter Elst. Asteroidul prezintă o orbită caracterizată de o semiaxă mare de 3,02 ua, o excentricitate de 0,11 și o înclinație de 10,6° în raport cu ecliptica.